# Legio II Parthica

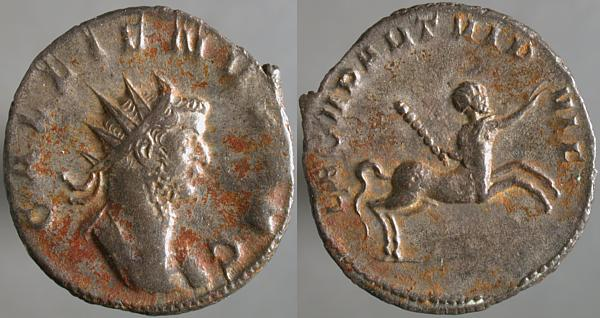
Antoninian aus Billon, geprägt in Mediolanum mit den Inschriften GALLIENVS AVGustus und LEGio II PARThica VI Pia VI Fidelis sowie einem Zentauren, dem Legionssymbol der Legio II Parthica.

Die Legio II Parthica war, wie die I und III Parthica, eine Legion der römischen Armee, die im Jahr 197 vom Kaiser Septimius Severus für den Feldzug von 197/98 gegen das Partherreich in Pannonien, Illyricum und Thrakien ausgehoben wurde. Ihre Präsenz im Nahen Osten ist bis zur Mitte des 4. Jahrhunderts belegt. Das Legionssymbol war der Zentaur.

## Severische Epoche
Nach ihrer Aushebung im Jahr 197 wurde die Legio II Parthica im insgesamt erfolgreichen Partherfeldzug eingesetzt und anschließend um 201 nach Italien verlegt und nahe Roms in den Albaner Bergen im Legionslager Castra Albana stationiert, weshalb sie auch als Legio Albana bezeichnet wurde. Sie ist somit zum einen als Reserve, zum anderen als Sicherheitselement bei internen Auseinandersetzungen zu sehen. Zuvor waren keine regulären Truppen in Italien stationiert gewesen, seit 193 mussten sich die Kaiser aber öfter mit Usurpatoren auseinandersetzen, und die Stationierung der Legio II Parthica in der Nähe der Hauptstadt war ein Mittel, dem zu begegnen. Vor allem aber fungierte sie als mobile Reserve, die die Kaiser flexibel verwenden konnten. So wurde die Legion bei Severus’ Feldzug in Britannien 208–211 eingesetzt, sowie auch später, 213 unter Caracalla gegen die Alamannen.
Im Frühjahr 214 begleitete die um equites extraordinarii (zusätzliche Reiterei) verstärkte Legion Caracalla zunächst nach Alexandria und weiter nach Parthien, wo sie in Apamea in Syrien ihr Winterquartier bezog. Ihr Kommandeur, der Prätorianerpräfekt Macrinus war im Jahr 217 in die Ermordung Caracallas verwickelt. 218 wechselte die Legion auf die Seite Elagabals, der daraufhin der neue Kaiser wurde und die Legion mit den Ehrentiteln Antoniana und Pia Fidelis Felix Aeterna („immer treu, loyal und glücklich“) auszeichnete. 218/219 kehrte die Legion mit Elagabal nach Italien zurück.
In den Jahren 231 bis 233 kämpfte die Legion unter Severus Alexander gegen die Sassaniden. Wiederum hatte sie ihr Winterlager in Apamea und konnte die Euphratgrenze halten. 234 kehrte sie mit dem Kaiser über Illyrien und die Donau zur Rheingrenze in die von den Alamannen bedrohten germanischen Provinzen zurück. Sie war in Mogontiacum (Mainz) stationiert, als der Kaiser 235 ermordet wurde.

## Soldatenkaiser und Tetrarchie
Der neue Kaiser Maximinus Thrax führte auf Wunsch der Legionen den Germanenkrieg, den sein Vorgänger hatte vermeiden wollen, und brachte den Feldzug 235 erfolgreich zum Abschluss. Dann wurde die Legio II Parthica nach Pannonien verlegt und kämpfte dort unter dem Kommando des Kaisers gegen die Sarmaten. Im Machtkampf des Senats mit Maximinus (siehe Sechskaiserjahr) stand die Legio II Parthica zunächst auf Seiten des Kaisers, der im Jahr 238 vom Senat zum Staatsfeind (hostis publicus) erklärt wurde und Pupienus und Balbinus als Herausforderer entgegengesetzt bekam. Maximinus marschierte mit der Legio II Parthica und anderen Legionen nach Italien. Unterwegs jedoch wurden Soldaten der Legio II Parthica, die sich um ihre Familien nahe Rom sorgten, in ihrer Unterstützung für Maximinus schwankend, und sie töteten ihn während der langwierigen Belagerung von Aquileia, noch bevor er dem Senat gegenübertreten konnte. Im Gegenzug wurde ihnen die Unterstützung eines Staatsfeindes verziehen und die Rückkehr in die Albaner Berge gestattet.
In den Jahren 242 bis 244 nahm die Legion unter Gordian III. an dessen Sassanidenkrieg teil und wurde mit dem Beinamen Gordiana Pia Fidelis Aeterna geehrt. Wiederum hatte sie ihr Winterlager in Apameia. Danach kämpfte die Legion unter Gordians Nachfolger Philippus Arabs vermutlich gegen die Karpen, bevor sie im Februar 249 nach Italien verlegt wurde und gegen den Usurpator Decius kämpfte, diesem aber bei Verona unterlag.
In den nächsten Jahrzehnten wurden die Legionäre als Verstärkung in verschiedenen Provinzen eingesetzt, bleiben aber gleichzeitig aufgrund der Nähe ihres Stammlagers zu Rom Mitspieler in den ständigen Kämpfen um den kaiserlichen Thron. Für die Unterstützung im Kampf gegen den Usurpator Postumus (260–268) erhielt die Legion von Kaiser Gallienus die Beinamen Pia V Fidelis V, Pia VI Fidelis VI und Pia VII Fidelis VII („siebenmal pflichtbewusst und siebenmal treu“). Unter Aurelian wurde sie vermutlich um 272 in Arabia Petraea gegen Zenobia von Palmyra und unter Kaiser Probus (276–282) in Kilikien gegen isaurische Rebellen (siehe Lydius) eingesetzt. Weitere Einsätze im gallischen Bordeaux, in Thrakien und Numidien sind durch Inschriften belegt, aber nur allgemein ins späte 3. Jahrhundert datierbar.

## Spätantike
Um 360 wurde die Legio II Parthica, zusammen mit der Legio II Armeniaca und einer Legio II Flavia, die möglicherweise mit der Legio II Flavia Virtutis identisch war, in der Stadt Bezabde (heute Cizre) am Tigris von einer Armee der Sassaniden eingeschlossen. Als die Belagerer schließlich durch eine Mauerbresche in die stark befestigte Stadt eindringen konnten, wurden ihre Verteidiger in Straßenkämpfen niedergemacht oder gefangen genommen.
Im frühen 5. Jahrhundert war die Legion dann in Cepha (Hasankeyf), einer strategisch wichtigen Festung am Tigris, stationiert und unterstand dem dux Mesopotamiae. Danach verlieren sich ihre Spuren; sie wurde wohl in die oströmischen Streitkräfte übernommen und spätestens im 7. Jahrhundert aufgelöst.